# Агнеса Монфератска
Агнеса Монфератска (на италиански: Agnese del Monferrato, Agnese degli Aleramici; * ок. 1187; † 1207/1208) от рода Алерамичи е чрез брак императрица на Латинската империя (1207 – ок. 1208).

## Произход
Тя е дъщеря на Бонифаций Монфератски (* 1150, † 1207), маркграф на Монферат, основател на Солунското кралство, и на първата му съпруга Елена ди Боско. Има един брат и една сестра:
- Вилхелм VI (* 1173, † 1225), маркграф на Монферат, съпруг на София Швабска;
- Беатриса, маркиза на Савона като съпруга на Енрико II дел Карето

Има и един полубрат от третия брак на баща си – Деметрий, крал на Солун.

## Биография
Според Жофроа дьо Вилардуен Агнеса живее в Ломбардия, докато баща ѝ Бонифаций не я извиква в Солун през 1206 г. Той изпраща Ото дьо Ла Рош, мегаскир или велик господар на Атина, като свой пратеник при Анри Фландърски, предлагайки брак между нея и императора. Анри приема предложението му. Така Бонифаций изпраща дъщеря си Агнеса в Абидос в Мизия с галера. Тогава пратениците му стигат до Анри с информация за местоположението ѝ. Жофроа дьо Вилардуен и Милс от Брабант са натоварени със задачата да я придружат. Вилардуен описва Агнеса като „много добра и справедлива“. Агнеса е ескортирана до Константинопол без инциденти. На 4 февруари 1207 г. тя се омъжва за Анри Фландърски. Според Вилардуен сватбата се състои в „Света София“ в Константинопол в неделята след Сретение Господне. Сватбеното тържество е в двореца Вуколеон. Бракът е част от нов съюз между Бонифаций и Анри срещу цар Калоян. Вилардуен записва, че през септември 1207 г. Анри информира тъста си, че Агнеса е бременна. Това е радост и за двамата съюзници. Хрониката завършва със смъртта на Бонифаций на 4 септември 1207 г. и следователно не съобщава за приключването на бременността. Тъй като изглежда, че няма повече споменаване на Агнеса, се смята, че тя е починала по време на раждане, вероятно заедно с бебето си. След нейната смърт съпругът ѝ се жени през 1212 г. за българската принцеса Мария, дъщеря на българския цар Калоян.
През 1208 г. Анри дьо Валансиен споменава, че дъщеря на Анри се омъжва за Александър, племенник на Петър, Иван Асен I и Калоян. Въпреки това, като дъщеря на Агнеса, дъщерята е била бебе, което е малко вероятна възраст за брак. Следователно е вероятно тя да е била незаконна дъщеря на Анри.

## Брак и потомство
∞ 4 февруари 1207 в Константинопол за Анри Фландърски (* 1174, † 1216) от род Дом Фландрия, латински император от 1205 г. Тя е първата му съпруга. Бракът е бездетен.